# Luis Teodorico Stöckler

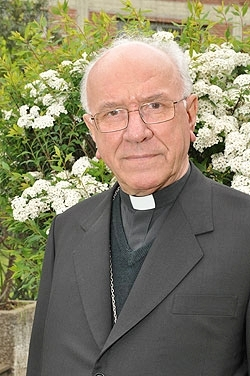

Luis Teodorico Stöckler (* 12. April 1936 in Paderborn als Dieter Stöckler) ist ein deutscher Geistlicher und emeritierter Bischof von Quilmes in Argentinien.

## Leben
Luis Teodorico Stöckler wuchs in Eickelborn auf. Er empfing am 17. Dezember 1960 die Priesterweihe für das Erzbistum Paderborn. Nach seelsorglicher Tätigkeit in Herne und Castrop-Rauxel ging er 1970 als Fidei-donum-Priester nach Argentinien, wo er im Bistum Lomas de Zamora tätig wurde.
Papst Johannes Paul II. ernannte ihn am 21. November 1985 zum Bischof von Goya. Der Bischof von Lomas de Zamora, Desiderio Elso Collino, spendete ihn am 17. Dezember desselben Jahres die Bischofsweihe; Mitkonsekratoren waren Fortunato Antonio Rossi, Erzbischof von Corrientes, und Paul Consbruch, Weihbischof in Paderborn. Die Amtseinführung fand am 21. Dezember desselben Jahres statt.
Am 25. Februar 2002 wurde er zum Bischof von Quilmes ernannt. Papst Benedikt XVI. nahm am 12. Oktober 2011 das von Luis Teodorico Stöckler aus Altersgründen vorgebrachte Rücktrittsgesuch an.